# Улоф III Шетконунг

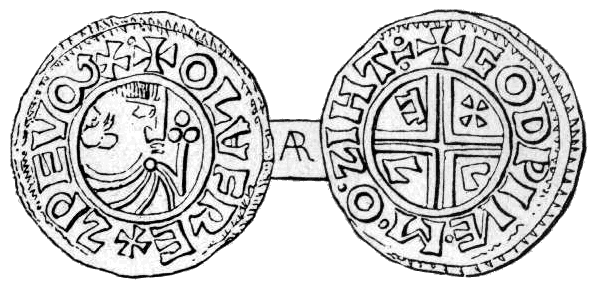
Монета короля Улофа III

Улоф III або Улоф Шетконунг (fornnordiska: Òlafr skotkonungr; 980 — 1022) — король Швеції з 995 до 1022 року з династії Мунсе.

## Життєпис

### Об'єднавча політика
Улоф був сином Еріка VI Переможця, короля Свеаланда, та Гунхільди П'яст. Стосовно молодих років Улофа мало відомостей. Проте напевне він отримав виховання та освіту під головуванням свого батька, беручи участь в усіх діях короля Еріка VI. Після смерті останнього у 995 році Улоф став новим королем Свеаланда.
З самого початку свого панування він поставив собі за мету об'єднати землі населені свеями та найближчими до них народами. Перш за все він звернув увагу на територію, яку населяли племена гетів (на півдні сучасної Швеції). Точна дата підкорення Геталанду невідома — десь у 997—999 роках. Завдяки цьому успіху Улоф суттєво розширив межі своєї держави та заклав підвалини майбутньої Швеції. Проте захоплені землі зберегли певну автономію. Очільником Геталанду призначався ярл з родини гетської знаті.
З метою покращення економічного стану своєї держави та збільшення її впливу король Улоф здійснив низку заходів із налагодження монетної справи. До нього у Свеаланді монету не карбували, а завозили англійську, німецьку, куфійську (арабську). Для цього було запрошено майстрів з Англії. Проте спочатку шведських монет було виготовлено небагато.
Іншим заходом із зміцнення міжнародного авторитету Швеції Улоф розглядав походи у балтійські землі. Так він здійснив вдалий похід до Вендланду в районі сучасного Мекленбурга.
Водночас Улоф Шетконунг уклав політичний договір з Київською Руссю, її великим князем Ярославом Мудрим, видавши за нього свою дочку Інгігерду.

### Війна з Норвегією
Спочатку Улоф намагався продовжити політику свого батька із захоплення данських земель, зокрема Сконе. Проте незабаром він уклав угоди з королем Данії Свеном Вилобородим. Обидва королі з'єднали свої зусилля проти норвезького королівства.
Під час війни з Норвегією Улоф Шетконунг та Свен Вилобородий завдали у 1000 році під Сволдером поразки армії норвезького короля Олафа Трюгвесона. Внаслідок цього Шетконунг зміг загарбати у Норвегії територію, яка знаходилась в межах сучасної області Богусен.
Після цього мир з Норвегією тривав до 1015 року, коли Олав II Норвезький знову почав війну з Улофом Шетконунгом. Цього разу боротьба тривала довго, проте жоден із суперників не зміг здобути переваг. Тому у 1018 році було укладено новий мирний договір, що закріпив стан на момент 1000 року. Король Улоф зміг зберегти свої колишні земельні надбання. Проте був вимушений розділити свою владу із сином Анундом Якобом.

### Релігійна політика
Для зміцнення королівської влади та приєднання до європейських держав король Улоф вирішив прийняти християнство. У 1008 році у маєтку Хусабю у Вестерланді відбулося хрещення короля Улофа, його родини та дружини. Обряд провів англійський місіонер Сігфрід.
Проте політика християнизації Швеції зіштовхнулася із спротивом свейської знаті, яка підтримувала поганство. Водночас Улоф Шетконунг здобув підтримку з боку гетської знаті. У цих умовах Улоф змушений був погодитися навертати до християнської віри лише мирними заходами, не застосовуючи насильницьких дій. Через це зберігався Упсальський храм, який був головним ідейним символом поган. За таких обставин Улоф Шетконунг вирішив перенести свою ставку з Упсали. Для цього він побудував нову столицю — Сигтуну. Після цього вона поступово стала головним містом країни. Тут християнство швидко закріпилося й перемогло.
Але боротьба між прихильниками християнства та поганства тривала. Врешті-решт взимку 1022 року стався замах на короля Улофа, внаслідок якого той загинув. Католицька церква долучила його до лику святих.

## Родина
1 Дружина — Астрід (979—1035), донька ободрицького князя
Діти:
- Анунд Якоб (1008—1050) — король Швеції з 1022 до 1050 року.
- Інгігерда (1001—1049) — дружина Ярослава I Мудрого, великого князя Київського

2 Дружина (незакона) — Едла, донька вендландського князя
Діти:
- Емунд (д/н-1060) — король Швеції з 1050 до 1060 року.
- Астрід (д/н-1035) — дружина Олафа II, короля Норвегії